# 巴拉希
50°42′56″N 28°1′51″E / 50.71556°N 28.03083°E

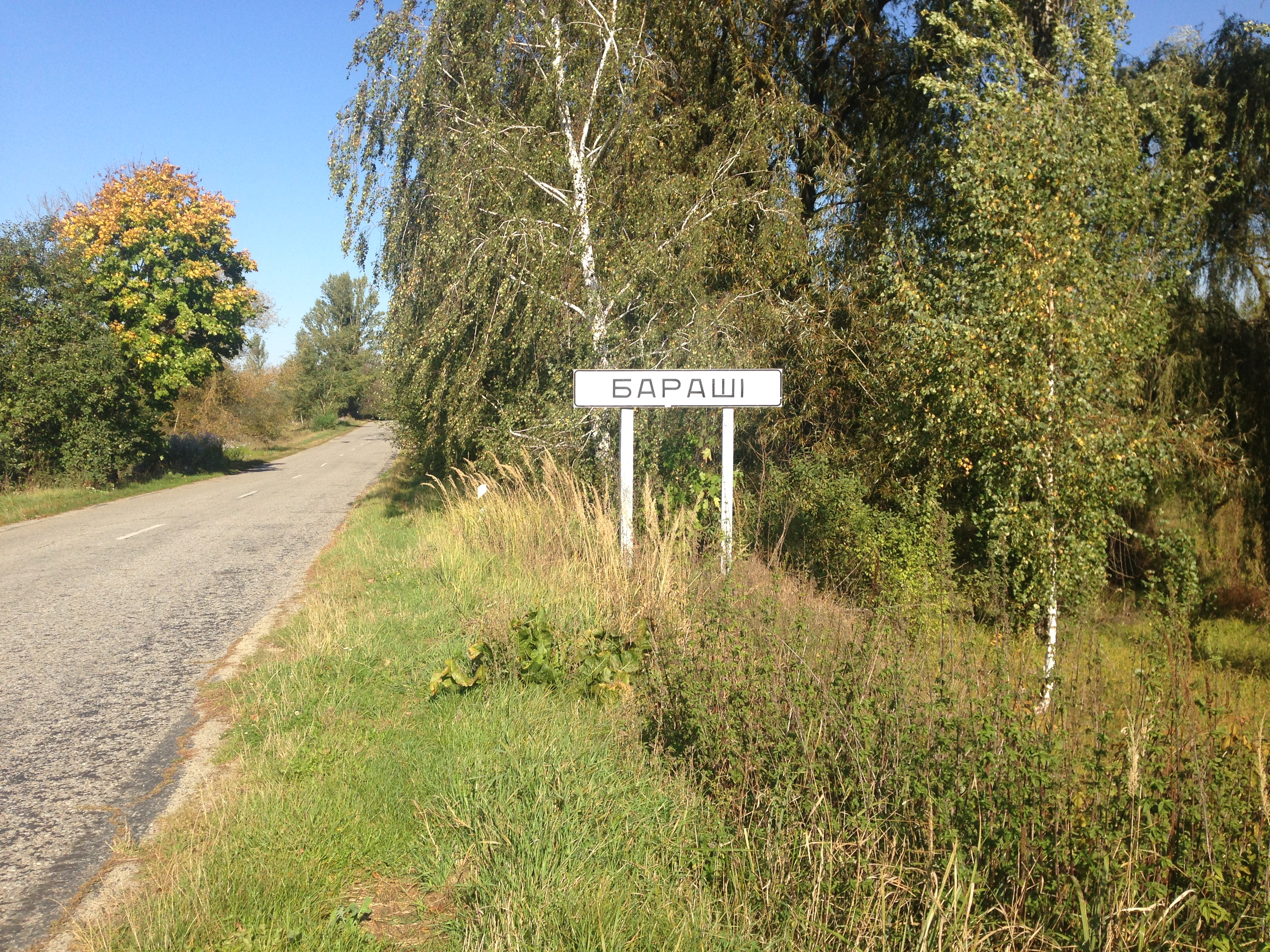
路牌

巴拉希（烏克蘭語：Бараші），是烏克蘭北部日托米爾州茲維亞赫爾區巴拉希市镇内的村落及其行政中心。始建於1566年，面積9.15平方公里，海拔高度206米，2001年人口2,032。